# 安土瓢簞山古墳
安土瓢簞山古墳（日语：／ Aduchihyōtanyamakofun）是位於日本滋賀縣近江八幡市安土町桑實寺的一座前方後圓墳，為日本國史跡，亦是滋賀縣內歷史最久，推測建於古墳時代前期（約4世紀中期）。1935年和1936年均進行了考古調查。

## 概要
古墳位於近江盆地東部觀音寺山的西麓，坐落於山脊的前端，朝西北面建成。墳丘未有發現圓筒埴輪，取而代之出土了底部穿孔的壺形埴輪和土器。墓室是後圓部分的3處豎穴式石室和前方部分的兩副箱式石棺，推測後圓部分的中央石室是屬於主要入葬者，其餘4處則是其近親所。
有些說法認為古墳的入葬者是當地豪族沙沙貴山君。然而，由於古墳周邊建有雪野山古墳等前方後圓墳，有些說法認為這些古墳才是沙沙貴山君一族的墓地，而瓢簞山古墳則是大和王權派遣過來統率當地豪族的人的墓地。

## 規模
- 墳丘長：162米
- 後圓部直徑：約90米
- 前方部分闊：約70米

## 內部結構和出土文物
1935年，當地居民在前方部分發現元兩副箱式石棺，在日本古文化研究所的調查下在其中一副石棺中出土了石釧、勾玉、管玉、丸玉和小玉。翌年，滋賀縣對後圓部分的3處豎穴式石室展開調查，全部均按墳丘主軸並列建成，其中只有中央石室是以整齊切割的石塊所造，其餘則是由大型不規則的石塊所堆成。中央石室內側長6.6米、闊1.3米、高1.1米，底部是作為割竹形木棺基座的粘土床，木棺則已消失。古墳出土了鏡子兩塊、鍬形石、石釧、車輪石、管玉、筒型銅器、刀劍、刀子、銅鏃、鐵鏃、斧、鍬、槍刨和短甲等等。其中鏡子是夔鳳鏡和二神四獸鏡，均是來自中國大陸、碧玉製手飾類則是典型的款式。由於中央石室出土文物的遠比其餘的石室和石棺要多樣，可以確定埋在中央石室的是主要入葬者。這兩次調查均是由當當時京都帝國大學考古學教室助教授梅原末治主導，出土文物則由京都大學綜合博物館保管，安土城考古博物館則設有中央石室復原模型。

## 文物

### 日本國史跡
- 瓢箪山古墳 - 1957年7月1日指定，2000年1月31日時部分區域解除指定[4]。

## 外部連結
- - 國指定文化財等數據庫（日語）